# 5050 Doctorwatson
5050 Doctorwatson (1983 RD2) là một tiểu hành tinh vành đai chính được phát hiện ngày 14 tháng 9 năm 1983 bởi Bowell, E. ở Flagstaff.